# Oldřich Kaňovský
Oldřich Kaňovský (5. listopadu 1915 Buchlovice – 25. ledna 2000 Southport) byl palubní střelec a radiooperátor Royal Air Force v období druhé světové války.

## Život

### Před druhou světovou válkou
Oldřich Kaňovský se narodil 5. listopadu 1915 v Buchlovicích na Uherskohradišťsku jako třetí z celkově pěti dětí manželů Marie a Matouše Kaňovských. V rodných Buchlovicích vychodil obecnou školu, tři ročníky měšťanské školy a mezi lety 1931 a 1932 dva ročníky vinařské školy ve Valticích. Poté pracoval na domácím hospodářství. Během prezenční vojenské služby absolvoval v letech 1936 a 1937 poddůstojnickou školu a radiotelegrafický výcvik. Byl členem Sokola.

### Druhá světová válka
Po německé okupaci v březnu 1939 vstoupil Oldřich Kaňovský do protinacistického odboje v řadách Obrany národa, jejíž místní organizaci vedl jeho bratranec Ignác Syrovátka. Po jejím prozrazení opustil 24. prosince 1939 společně s Ignácem Syrovátkou a Rostislav Bébarem v prostoru Strání ilegálně Protektorát Čechy a Morava a přešli Slovensko. Zde byli zatčeni příslušníky Hlinkovy gardy, krátce vězněni v Novém Městě nad Váhom a poté vráceni na hranice u Strání. Odtud se opět vydali přes Slovensko do Budapešti, kde se přihlásili na francouzském konzulátu. Oldřich Kaňovský byl dále přepraven přes Záhřeb, Bělehrad a Bejrút do Francie, kam dorazil 14. února 1940 a kde byl v Marseille zařazen do zde vzniklé Československé armády v zahraničí. Po výcviku v Agde se zúčastnil bitvy o Francii. Po jejím pádu se 22. června 1940 se evakuoval z přístavu Sète přes Gibraltar do Spojeného království. Zde byl 21. září téhož roku přijat do Royal Air Force a zařazen k výcviku, který ukončil 29. května 1941. Následně působil jako palubní střelec a radiooperátor u 96. perutě na strojích Boulton Paul Defiant, u 68. perutě na strojích Bristol Beaufighter a de Havilland Mosquito a v již poválečném čase u 25. perutě. Demobilizován byl k 9. listopadu 1945. Dosáhl hodnosti podporučíka. V roce 1943 se oženil s Edith Mary Ragetovou.

### Po druhé světové válce
Po demobilizaci se Oldřich Kaňovský i se ženou vrátil do Československa, kde začal působit u Letecké akademie v Hradci Králové. K 1. lednu 1946 byl povýšen do hodnosti poručíka, záhy na to z armády odešel a pracoval zemědělském výboru Okresního národního výboru v Uherském Hradišti. V roce 1947 se i s manželkou opět přestěhoval do Spojeného království, kde žil v Manchesteru. V roce 1991 byl povýšen do hodnosti podplukovníka ve výslužbě. Zemřel 25. ledna 2000 v Southportu, kde je i pohřben.

## Rodina
Bratr Oldřicha Kaňovského Rostislav Kaňovský sloužil během druhé světové války jako palubní střelec 311. československé bombardovací perutě a poté jako pilot 310. československé stíhací perutě. Bratranec Ignác Syrovátka postupně působil u Československé armády ve Spojeném království, Sovětském svazu, zúčastnil se Slovenského národního povstání, po válce byl politickým vězněm.

## Vyznamenání
- 4x Československá medaile Za chrabrost před nepřítelem
- Medaile za dlouhou a vzornou službu v letectvu
- Československý válečný kříž 1939
- Československá medaile za zásluhy I. stupně
- Pamětní medaile československé armády v zahraničí
- Medaile za zásluhy o Československou lidovou armádu I. stupně